# Parlement van Burundi

Wapen van Burundi

Het Parlement van Burundi (Frans: Parlement du Burundi) bestaat uit twee Kamers:
- de Nationale Vergadering (Assemblée nationale) - Lagerhuis, 123 leden;
- de Senaat (Sénat) - hogerhuis, 39 leden.